# Dompteurs de chevaux

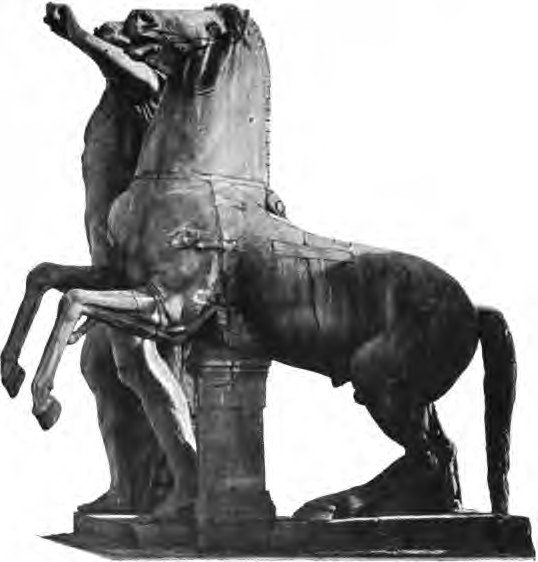
Les dompteurs de chevaux originaux, au Quirinal à Rome.

Les dompteurs de chevaux sont à l'origine une paire de statues colossales placées sur le Quirinal, à Rome, et remontant à l'Antiquité romaine. Elles sont généralement identifiées aux Dioscures, Castor et Pollux. Ces statues gigantesques sont plusieurs fois remarquées dans des ouvrages médiévaux
Leur modèle est copié de nombreuses fois, servant d'inspiration par exemple aux chevaux de Marly.